# Efteling TV: De Schatkamer
Efteling TV: De Schatkamer was een kinderprogramma van RTL Telekids en vtmKzoom. Het programma werd van 18 oktober 2010 tot 13 oktober 2013 uitgezonden vanuit de Efteling in Kaatsheuvel en werd gepresenteerd door de Nederlandse Curt Fortin en de Vlaamse Felice Dekens.  
De show wordt vanaf 14 oktober 2013 opgevolgd door Het mysterie van...

## Plot
Elke werkdag ontvingen  Curt Fortin en Felice Dekens 2 klassen in de studio die gaan strijden tegenover elkaar om smaragden te winnen.
1 persoon uit ieder team  blijft met Curt Of Felice in de studio terwijl de andere buiten opdrachten moeten voltooien.
In het weekend werden er compilaties van de week uitgezonden.
Vanaf seizoen 2 is de opzet veranderd. ook in dit Seizoen blijft afgewisseld of Curt of Felice in de studio en speelt daar spellen met de kandidaten, terwijl de ander met 2 teamgenoten buiten spellen gaat spelen. Ze spelen voor sleutels die in het finalespel voorwerpen waard zijn die de ander kunnen belemmeren. Ook in de studio worden er nu mensen van het publiek gevraagd om te helpen. De finalespellen uit seizoen 1 zijn allemaal gedegradeerd tot tussenronde in seizoen 2.

## Terugkerende onderdelen Seizoen 2
Onder dezelfde titels worden ook andere spellen gespeeld.
- Muziek

In seizoen 1 was er iedere woensdag een muzikale gast.
Sinds seizoen 2 is er iedere aflevering wel een muzikale gast.
- Waarheen, daarheen!

De teamcaptains krijgen de locatie door waar een kistje ligt. Dit is steeds een andere sprookje in het Sprookjesbos. Hier moeten ze zo snel mogelijk naartoe rennen, terwijl de ander in de studio drie sommen oplost. De uitkomsten hiervan vormen de code van het slot op het kistje. Deze wordt zodra alle drie de sommen zijn opgelost en het kistje is gevonden, doorgegeven aan de teamcaptain, zodat deze het kistje kan openen.
Binnen 1:30 moeten ze de klus zien te klaren
- Ik zie niks.

Hier moeten de teamcaptains in de studio geblinddoekt proeven. Wel moet iemand anders die ook geblinddoekt is zorgen dat het bij de teamcaptain in de mond komt. Vervolgens moet de teamcaptain proberen te raden wat hij/zij proeft.
- Wat zegt die?

Een kandidaat uit het publiek krijgt een versierde koptelefoon op en moet een liedje meezingen waarna de teamcaptain en zijn publiek moet raden welk liedje dat was.
- Duizel duel

Hierin gaan de buitenteams in attracties waarbij ze opdrachten moeten voltooien.
Dat verschilt van water in een kan houden tot codes die tijdens of na een rit moeten worden doorgegeven. In de winterperiode van seizoen 2 werden winterse duels gespeeld in Winterwonderland of in het ijspaleis.
- Let eens op!

Dit zijn concentratie spellen zoals 'De python spiraal', waar je niet de ijzeren buis mag raken.
Of je krijgt een blokken rek waarvan je alle kleuren moet ordenen.
- Blubberrr.. (ook de finale)

Met de verzamelde sleutels in de aflevering kan je belemmeringen "kopen". 1 sleutel is 1 belemmering waard.
Ze moeten de blubber bak in en daar sleutels zoeken, als ze er een vinden moeten ze naar de schatkist met prijzen lopen en de gevonden sleutel in het slot steken. Hierbij konden gekochte belemmeringen bepalen hoe ze moesten lopen. Dit kon zijn rollen, tijgeren, achteruit lopen enz. Door middel van een rode of groene kleur zullen ze zien of het de goede sleutel was. Als een team de juiste sleutel had gevonden en het slot dus groen werd, ging de schatkist open en won dat team alle prijzen die erin lagen.

## Afleveringen
| Seizoen | Afleveringen | Uitgezonden in Nederland     |
| ------- | ------------ | ---------------------------- |
| 1       | 190          | 18 oktober 2010 - mei 2011   |
| 2       | 136          | 26 september 2011 - mei 2012 |

## Trivia
- Seizoen 1 was 60 minuten lang in plaats van de 30 minuten
- De show werd opgenomen in De Efteling, in de foyer van het Carrouselpaleis waar vroeger het waterorgel te zien was.
- De titelsong is in seizoen 2 ook onderhanden genomen onder het motto 'het moet sneller, jonger en spannender'.
- In de winterperiode van seizoen 2 was de blubber vervangen door 'nep sneeuw'. Toen was er sprake van de "Bibberbak" in plaats van de "Blubberbak"
- Tijdens de vakantie van DJ Fee werd zij vervangen door diverse mensen.
- Op 1 oktober 2010 kwamen 3 kinderen en een begeleider van de dansschool Lucia Marthas uit Amsterdam tijdens een ernstig verkeersongeluk om het leven onderweg naar de opnamestudio. De opnames zijn toen tijdelijk opgeschort en de uitzending werd een week uitgesteld uit respect voor de slachtoffers en nabestaanden.[1]